# Tarbaca
Tarbaca – dystrykt w Kostaryce, w kantonie Aserrí, w prowincji San José.

## Geografia
Tarbaca ma powierzchnię 15,33 kilometrów kwadratowych i leży na wysokości 1798 m n.p.m.

## Demografia
Według spisu z 2011 roku dystrykt Tarbaca liczył 1446 mieszkańców.

## Transport

### Transport drogowy
Przez dystrykt Tarbaca biegną następujące drogi krajowe:
- Droga krajowa nr 209
- Droga krajowa nr 222